# Lill-Skaltjärnen (Hotagens socken, Jämtland)
Lill-Skaltjärnen är en sjö i Krokoms kommun i Jämtland och ingår i Indalsälvens huvudavrinningsområde. Lill-Skaltjärnen ligger i Gråberget-Hotagsfjällen Natura 2000-område.